# Peter Binsfeld
Peter Binsfeld (1545-1598) va ser un teòleg alemany famós per la seva classificació dels dimonis i la seva persecució de la bruixeria, que creia molt present a la via quotidiana. Va intentar fixar els límits per a la condemna de bruixes, així acceptava la tortura però no els penats infantils; acceptava els encanteris i el vol màgic com a prova però no les metamorfosis en monstres al·legades pels vilatans.
En demonologia, associava cada dimoni a un pecat capital, indicant així que eren la personificació del mal i els inductors principals dels mals instints. Tot i tenir un diable amb nom propi per a cada pecat, admetia que altres dimonis poguessin influir en els actes pecaminosos de les persones, ja que els servidors malèfics eren molt nombrosos.
Nomenat bisbe de Trier i Azotus, va destacar per la defensa del catolicisme en un entorn creixentment protestant.